# Eufónium
Az eufónium (görög έύφωνος = 'jól hangzó') a tölcséres fúvókájú, más néven rézfúvós hangszerek közé tartozik. Hangfekvése a trombita és a tuba között van. A baritonkürthöz, illetve tenorkürthöz hasonlóan alaphangja B, ami a szárnykürt alatt egy oktávval szól.

## Leírása
Az eufónium egy változó keresztmetszetű, többszörösen meghajlított csőből áll, melynek egyik végén helyezkedik el a fúvóka, a másik vége tölcsérszerűen kiszélesedik. Anyaga sárgaréz vagy más rézötvözet. A tubához hasonlóan bő menzúrájú és kónikus, tehát fokozatosan táguló furata van, méretezése alapján tenortubának nevezhető. Három vagy négy, esetleg öt nyomó- vagy ritkábban forgószeleppel rendelkezik. Ezek más szelepes rézfúvós hangszerhez hasonlóan különböző hosszúságú csődarabokat iktatnak be a csőrezonátorba, ezzel áthangolva azt, hogy minden hang tisztán megszólaltatható legyen.

## Eufónium és baritonkürt
Az eufónium és a baritonkürt fogalma sokszor összekeveredik egymással. Gyakran a jobb minőségű baritonkürtöt nevezik eufóniumnak, de van, aki a szelepek száma alapján különbözteti meg a két hangszert, a négyszelepes baritonkürtöt nevezve eufóniumnak. Német nyelvterületen és Közép-Európában a két elnevezést gyakorlatilag ugyanarra a hangszerre használják. Az angol és amerikai zenekarok hangszerei esetében a különbség a méretezésben van, ott a baritonkürtnek nevezett hangszer az eufóniumhoz képest kisebb, szűkebb menzúrájú, de azonos hangolású, megfelel a tenorkürtnek.

## Megszólaltatása
A többi tölcséres fúvókájú hangszerhez hasonlóan az eufónium elsődleges hangforrása a játékos fúvókához szorított ajkainak rezgése, amely a cső különböző rezonanciáit képes gerjeszteni. Mivel a hangszer furata a fúvókától a tölcsérig szinte egyfolytában táguló, kónikus, a hangja teltebb, lágyabb, bársonyosabb, mint a trombitáé vagy a harsonáé, mely hangszerekben a konstans átmérőjű, hengeres furat dominál. Az eufónium alaphangja, a pedálhang is megszólaltatható, felhangsora a nyolcadik részhangig átfújható. Szeleprendszere hasonlóan működik, mint a trombitáé vagy a tubáé: az első szelep egy egészhanggal, a második félhanggal, a harmadik kisterccel mélyíti a hangot, így válik lehetővé, hogy a hangszer teljes kromatikus skálákat játszhasson. A négy szeleppel ellátott változat hangja az alaphang alatti oktávig mélyíthető, így összesen négy oktáv hangterjedelmű.

## Története
Az eufónium elődje a szerpent volt. Ez a hanglyukakkal ellátott, fából készült hangszer létrejöttétől, kb. 1590-től a 19. század végéig a tölcséres fúvókával működő hangszerek családjának legmélyebb hangú tagja volt.  Megszólaltatásának nehézségei, hamissága ellenére 300 éves karrierje során Händeltől Wagnerig sokféle zenei igényt ki tudott elégíteni, amíg helyét ideiglenesen át nem vette egy viszonylag tökéletesebb hangszer, az ophikleid. Ez a sárgarézből készült, némileg tölcséres fúvókával ellátott szaxofonra emlékeztető formájú és billentyűzetű hangszer 1817-ben született meg. Ugyanebben az időben találták fel a nyomó- és forgószelepeket, amelyek hamarosan elavulttá tettek mindenféle billentyűs rézfúvós hangszert. A szerpent és az ophikleid szerepét betölteni tudó első szelepes hangszerek, az eufónium, a tuba feltalálójaként hol egy bizonyos weimari Sommer kappelmeisztert, hol Carl Moritzot, hol Adolphe Saxot szokták megemlíteni. Az eufóniumot kezdettől fogva elsősorban a fúvószenekarok fogadták be, a nagyzenekarok sokkal kevésbé.

## Lásd még
- Baritonkürt